# 蔚山港站
蔚山港站（：／ Ulsanhang yeok */?）是位于韩国蔚山南区的一个车站，属于蔚山港线。

## 历史
- 1951年8月10日，落成使用。

## 车站周边
- 蔚山化学
- 蔚山海岸警备队
- 长生浦鲸鱼博物馆
- 现代Mobis
- 蔚山港
- 第5码头
- 第3、4码头
- 第6码头
- 第2码头
- 第6、7、8码头

## 相鄰車站
韓國鐵道公社
蔚山港線
太和江－蔚山港